# Bieno
Bieno település Olaszországban, Trento megyében. Lakosainak száma 466 fő (2023. január 1.). Bieno Pieve Tesino, Scurelle és Castel Ivano községekkel határos.

## Népesség
A település népességének változása:
| Lakosok száma | 428  | 433  | 466  |
|               | 2017 | 2018 | 2023 |